# Hadena luteago
Hadena luteago là một loài bướm đêm trong họ Noctuidae.